# 준비운동

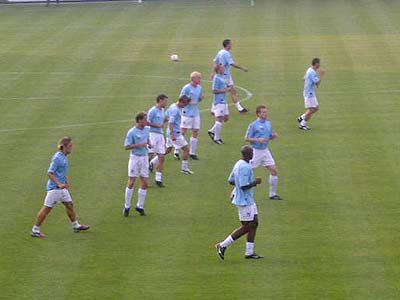
준비운동하는 축구 선수들

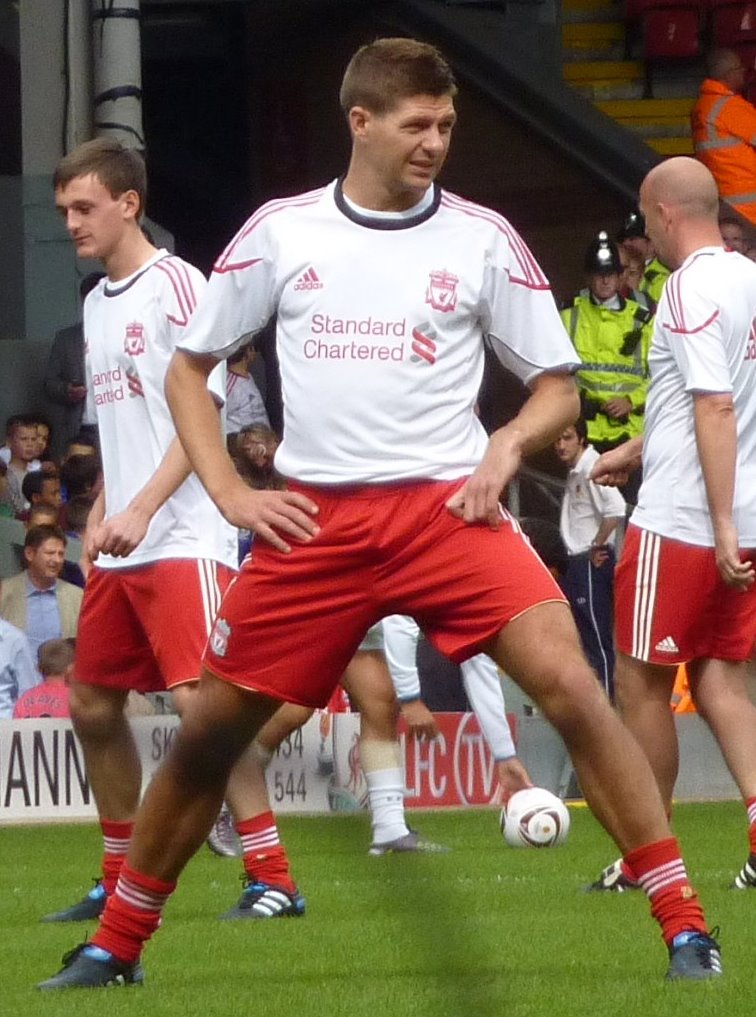
2010년 준비운동하는 스티븐 제라드

몸풀기 또는 준비운동(準備運動, warming up)은 본 운동에 앞서 하는 간단한 운동이다.
이러한 준비운동은 가변 가능한 범위에서의 골격근의 사전 저부하 이완 실시에 따른 관절 및 근육의 가동범위와 유연성향상을 기대할 수 있다.

## 준비운동의 효과
준비운동의 효과로는 다음이 있다:
- 아드레날린 분배
- 심박수 증가
- 관절의 효율화
- 모세혈관의 팽창
- 근육 온도 증가
- 피의 점성 감소
- 효소 활동 용이
- 골격근의 확장성 및 탄력성 증가
- 힘 증가
- 대사 근육 증가
- 젖산 제거

## 스트레칭
스트레칭은 준비운동의 일부이다.

## 같이 보기
- 정리운동
- 스트레칭
- 근수축